# Stazione di Lozza-Ponte di Vedano
La stazione di Lozza-Ponte di Vedano era una fermata posta lungo la ferrovia Castellanza-Mendrisio, dismessa nel 1977, che serviva i comuni di Vedano Olona e di Lozza.

## Storia
L'impianto, che non comprendeva un fabbricato viaggiatori ma solo un casello e biglietteria, venne attivato il 31 dicembre 1915 contestualmente all'inaugurazione della tratta da Cairate-Lonate a Valmorea, avvenuta a cura della Società Anonima per la Ferrovia Novara-Seregno (FNS).
L'11 dicembre 1938 il capolinea della ferrovia fu arretrato a Malnate in conseguenza degli eventi correlati con la seconda guerra mondiale e l'anno successivo la ferrovia venne ancora arretrata alla stazione di Castiglione Olona. In conseguenza di ciò il traffico passeggeri diminuì, per essere definitivamente soppresso su tutta la linea nel 1952 e lasciando alla stazione la sola funzione di luogo per l'eventuale carico e scarico delle merci.
Negli anni 60 il casello fu demolito ed i passaggi a livello rimossi per permettere la costruzione della strada provinciale 57 de La Selvagna che partendo da Ponte di Vedano sale ancor oggi fino a Gazzada.
Il 16 luglio 1977 l'intera linea venne definitivamente soppressa.